# Heleococcum
Heleococcum — рід грибів родини Bionectriaceae. Назва вперше опублікована 1922 року.